# Chodavaram
Chodavaram es una ciudad censal situada en el distrito de Visakhapatnam en el estado de Andhra Pradesh (India). Su población es de 20251 habitantes (2011). Se encuentra a 38 km de Visakhapatnam.

## Demografía
Según el censo de 2011 la población de Chodavaram era de 20251 habitantes, de los cuales 2427 eran hombres y 2574 eran mujeres. Chodavaram tiene una tasa media de alfabetización del 77,49%, superior a la media estatal del 67,02%: la alfabetización masculina es del 84,09%, y la alfabetización femenina del 71,28%.